# (959) Arne
(959) Arne ist ein Asteroid des Hauptgürtels, der am 30. September 1921 von dem deutschen Astronomen Karl Wilhelm Reinmuth an der Landessternwarte Heidelberg-Königstuhl der Universität Heidelberg entdeckt wurde.
Benannt ist der Asteroid nach dem Sohn des schwedischen Astronomen Bror Ansgar Asplind.